# ベーラ・マジャーリ
ベーラ・マジャーリ（Béla Magyari 、1949年8月8日 - 2018年4月23日）はハンガリー空軍の大佐。
1969年ソルノクにあるハンガリー空軍アカデミー「György Kilián」を卒業。
1978年3月1日にインターコスモス計画において宇宙飛行士に選抜され、1980年5月のソユーズ36号ミッションにおいて同じハンガリー人であるファルカシュ・ベルタランのバックアップを務めた。この飛行によってファルカシュは宇宙に行った最初のハンガリー人となった。
彼自身は結局宇宙に行くことはなく、その翌月の1980年6月3日に宇宙飛行士を引退した。
1986年ブダペスト技術大学を卒業。ハンガリー宇宙航空協会の会長を務め、ハンガリー宇宙局に勤務した。現在は引退している。